# Мінґма Гябу Шерпа
Мінґма Гябу Шерпа (також відомий як Мінґма Дейвід, народився 16 травня 1989 року) — непальський альпініст і рятувальник.    До 2024 року  він був наймолодшою людиною, яка піднялася на всі 14 восьмитисячників   і тримає Книгу рекордів Гіннеса за «найшвидший час сходження на Еверест і К2», яке він зробив протягом 61 дня.  

## Альпіністська кар'єра
Шерпа Мінґма Гябу — 43-й альпініст, який здійснив успішні сходження з усіх 14 восьмитисячників; у 2019 році він піднявся на дев’ять із них разом із Нірмалом Пурджею як провідником.
Шерпа Мінґма Гябу був одним із 10 непальських альпіністів, які увійшли в історію 16 січня 2021 року як перші, хто піднявся на К2 взимку. Його команда складалася з Нірмала Пурджа, Мінґми Тенці Шерпи, Гелдже Шерпи, Пем Чхірі Шерпи та Дави Темби Шерпи, до яких приєдналася команда Мінґма Гябу Шерпа, до якої входили з Мінґма Г’ялдже Шерпи (Мінгма Г), Дава Тенджин Шерпа та Кілі Пемба Шерпа, а також Сона Шерпа зі «Сходження на сім вершин» успішно піднявся на вершину K2 о 16:58 за місцевим часом. Після того, як погана погода вразила нижні табори біля підніжжя К2 і було втрачено частину обладнання, непальські альпіністи цих трьох команд вирішили об’єднати зусилля та піднятися на вершину разом, як команда. Це була перша успішна зимова експедиція K2 після численних спроб з 1987 року. 

## Нагороди
Союз Азійської альпійської асоціації (UAAA) нагородив Шерпу однією з нагород «Золотий кригоруб» Asia з титулом Шерпа року за його відданість технічним скелелазінням і позитивне ставлення до навколишнього середовища в горах у 2019 році. 

## Піднялися восьмитисячники
| S.no. | Пік (висота)                       | Рік (сезон)                                                            |
| ----- | ---------------------------------- | ---------------------------------------------------------------------- |
| 1.    | Гора Джомолунгма (Еверест) (8848). | 2010 (весна), 2011, 2012, 2013, 2017, 2018 (весна), 2021 (весна)       |
| 2.    | К2 (8611 м).                       | 2014 (літо), 2018 (літо), 2021 (зима), 2022 (літо, двічі), 2023 (літо) |
| 3.    | Канченджанґа (8586 м).             | 2019 (весна)                                                           |
| 4.    | Лхоцзе (8516 м).                   | 2018 (весна)                                                           |
| 5.    | Макалу (8485 м).                   | 2014 (весна)                                                           |
| 6.    | Чо-Ойю (8188 м).                   | 2011 (осінь)                                                           |
| 7.    | Дхаулагірі (8167 м).               | 2019 (весна)                                                           |
| 8.    | Манаслу (8163 м).                  | 2012 (осінь), 2015 (осінь), 2018 (осінь), 2019 (осінь)                 |
| 9.    | Нангапарбат (8125 м).              | 2019 (літо)                                                            |
| 10.   | Аннапурна I (8091 м).              | 2019 (весна)                                                           |
| 11.   | Гашербрум I (8080 м).              | 2019 (літо)                                                            |
| 12.   | Броуд-пік (8051 м).                | 2019 (літо)                                                            |
| 13.   | Гашербрум II (8034 м).             | 2019 (літо)                                                            |
| 14.   | Шишапангма (8027 м).               | 2019 (осінь)                                                           |

## Дивіться також
- 14 вершин: немає нічого неможливого[en],, фільм 2021 року, у якому бере участь Мінґма Г’ябу Шерпа.